# РСИ-3
РСИ-3 (радиостанция самолёта-истребителя) — советская авиационная коротковолновая ламповая радиостанция. Одна из первых малогабаритных радиостанций, штатно применяемых на легких самолётах. Выпускалась серийно ориентировочно с 1939 года, в дальнейшем неоднократно дорабатывалась и в результате была заменена более совершенными моделями типа РСИ-4 и др. (см. отдельную статью).

## Назначение
Бортовая радиостанция РСИ-3 — это приемо-передающая симплексная радиотелефонная коротковолновая станция, для радиосвязи с другими самолётами, оборудованными однотипной радиостанцией и для связи с аэродромом, на котором имеется стационарная радиостанция 11-АК.

### Конструкция радиостанции
В комплект поставки радиостанции входили следующие изделия:
- Передатчик РСИ-3 «Орёл»
- Приёмник РСИ-3 «Сокол»
- Умформер РУН-30А с фильтром
- Упаковка батарей питания приемника
- Микротелефонный щиток
- Антенное устройство
- Шлемофон с ларингофонами
- Комплект соединительных кабелей

Общий вес комплекта радиостанции — 15,2 кг
Передатчик был собран по схеме Доу на двух одинаковых лампах типа 6П3 или 6Л6. Одна лампа выполняла функцию задающего генератора и усилителя мощности. Вторая лампа была модуляторной. Приемник радиостанции — пятиламповый супергетеродин на лампах СБ-242, СБ-258 и три лампы СО-241.
Питание передатчика было от бортовой сети самолёта через умформер РУН-30А, который преобразовывал постоянное напряжение самолётной сети 26 вольт в высокое напряжение 450 вольт, которое затем гасилось сопротивлением до 325 вольт.
Для питания приёмника использовалась т. н. упаковка питания, никак не связанная с бортовой сетью самолёта и включающая два последовательно соединенных накальных щелочных аккумулятора типа 2-НКН-10 емкостью 10 А·ч, и две сухие анодные батареи типа БАС-60 с емкостью 0,5 А·ч.
В шлемофон лётчика были встроены два соединённых последовательно головных высокоомных телефона ТА-2 (2х2000 ом). На шею лётчика одевался «ошейник» с двумя встроенными угольными ларингофонами ЛА-2 — специальный ремешок, подшитый к шлему. В случае, если самолёт оборудовался только радиоприёмником, ларингофоны не применялись.
Радиостанция работала на наружную тросовую антенну.

## ТТХ
- Диапазон рабочих частот: примерно 3,5…6 МГц (конкретный диапазон частот указывался в индивидуальном паспорте, прилагаемом к каждой радиостанции)
- Режимы работ: телефон с амплитудной модуляцией
- Выходная антенная мощность: 0,9 — 1,2 Вт
- Максимальная дальность двусторонней телефонной связи: около 15—20 км
- Напряжение питания передатчика от бортовой сети самолёта 26в±10 %
- Потребляемая мощность передатчика максимальная: 120 вт

## Размещение на самолёте
На большинстве типов радиостанция монтировалась по нижеследующей схеме: в кабине находился радиоприёмник, микротелефонный щиток и тумблеры. Передатчик и умформер обычно устанавливались за кабиной лётчика в отсеке. Ввиду таких особенностей монтажа перенастройка радиопередатчика на частоту в полёте лётчиком была невозможна и устанавливалась перед каждым вылетом в процессе подготовки к полёту.
Как приёмник, так и передатчик на самолёте монтировались на амортизаторах — брезентовых подушках, набитых конским волосом. К подушке блок передатчика/приёмника пристёгивался ремнями. Амортизационная подушка была приклёпана к металлическому основанию, а основание задвигалось на место установки по салазкам и фиксировалось упором.

## Применение
Самолёты предвоенных лет и начального периода второй мировой войны: И-16, И-153, МиГ-1, ЛаГГ-3.